# روتشيلا يونيكا
هي مدينة تقع في مقاطعة ريدجو كالابريا في إيطاليا .

## السكان
في سنة 1861 بلغ عدد السكان 5٬150 نسمة، وتطور العدد ليصل في سنة 2011 لـ 6٬434 نسمة.
يظهر هذا المخطط البياني تطور النمو السكاني لـ روتشيلا يونيكا

## توأمة
لروتشيلا يونيكا اتفاقيات توأمة مع:
- أركو